# 小畠日浄
小畠日浄（おばた にちじょう、生年不詳 - 1514年3月6日（永正11年2月10日））は、戦国時代の甲斐武田氏の家臣。浪人衆・足軽大将。『寛永諸家系図伝』によれば、実名は「盛次」とされる。子女に小畠虎盛、越後国浪人・大熊朝秀室「小宰相」がいる。

## 略歴
『寛永伝』によれば、日浄の出自である小畠氏（小幡氏）は遠江国勝間田の出身であるという。『寛政重修諸家譜』によれば、日浄は日蓮宗に帰依していたという。
『甲陽軍鑑』によれば、明応9年（1500年）に日浄は子息の虎盛とともに甲斐へ赴き、甲斐守護・武田信虎に仕官し、足軽大将に任じられたという。『甲陽軍鑑』によれば、日浄は子息の小畠虎盛が24歳の時に死去したとし、没年は永正11年となる。命日は菩提寺である山梨県甲府市元紺屋町に所在する妙遠寺の過去帳から2月10日と判明する。
子息の虎盛も足軽大将となり、信濃国北部の海津城（長野県長野市）の城代である春日虎綱の副将として海津城二の曲輪に在城した。虎盛も日蓮宗に帰依した。